# 주탄자니아 대한민국 대사관
주탄자니아 대한민국 대사관은 1992년 탄자니아 다르에스살람에 개설된 대한민국 외교부 소속의 대사관이다.

## 역사
대한민국은 1961년 12월 31일 영국으로부터 독립한 탕가니카(1964년 12월 탄자니아로 개칭)를 승인하였으며, 양국은 1992년 4월 30일 국교를 수립하고 10월 21일 주탄자니아 대한민국 대사관을 개설하였다.
탄자니아는 1965년 1월 4일 북한과 수교한 이후 국제 무대에서 친북 입장을 보여왔다. 그러나 소련과 동구권의 붕괴에 따른 탈이데올로기 추세가 확산됨에 따라 친북 일변도 정책을 수정하고 대한민국과 수교를 맺었다.
대한민국 상주 공관 설치 후 탄자니아는 대한민국의 세계무역기구 사무총장 진출, 국제연합안전보장이사회 비상임이사국 진출 등 국제무대에서 대한민국을 지지하는 입장을 지켜왔다. 1998년 벤저민 음카파 대통령이 방한하였고, 대한민국의 민, 관 합동 경제사절단이 탄자니아를 방문하였다.  가장 최근에는 2024년 사미아 하산 대통령이 한-아프리카 정상회의 계기에 방한하고 윤석열 대통령과 한-탄자니아 정상회담을 가졌다.

## 같이 보기
- 주한 탄자니아 대사관
- 대한민국의 재외공관 목록
- 탄자니아 주재 외국공관 목록
- 대한민국-탄자니아 관계